# Accademia presidenziale russa dell'economia nazionale e della pubblica amministrazione

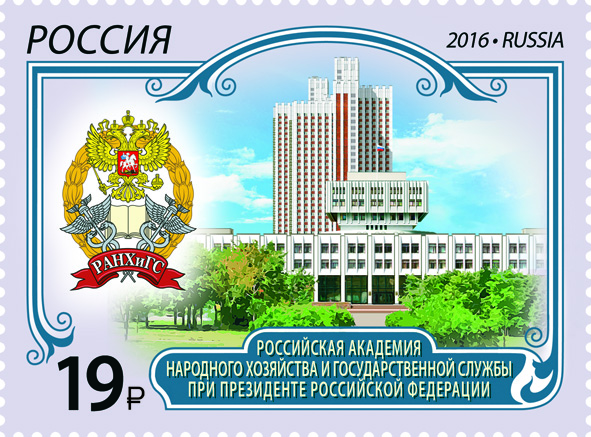
Francobollo RANEPA

L'Accademia Presidenziale Russa dell'Economia Nazionale e della Pubblica Amministrazione (in russo Российская академия народного хозяйства и государственной службы?; RANEPA) è un ente statale federale budgetario di istruzione superiore.
Secondo la valutazione di TASS e di RIA Novosti, la RANEPA è la più grande università di profilo economico-sociale ed umanitario in Russia ed in Europa, nonché uno degli atenei leader nella Federazione Russa.

## Storia della formazione e dello sviluppo della RANEPA

### Accademia Russa della Pubblica Amministrazione (1921–2010)
Decreto del Soviet dei commissari del popolo del RSFSR recante la creazione dell'Istituto dei professori rossi 

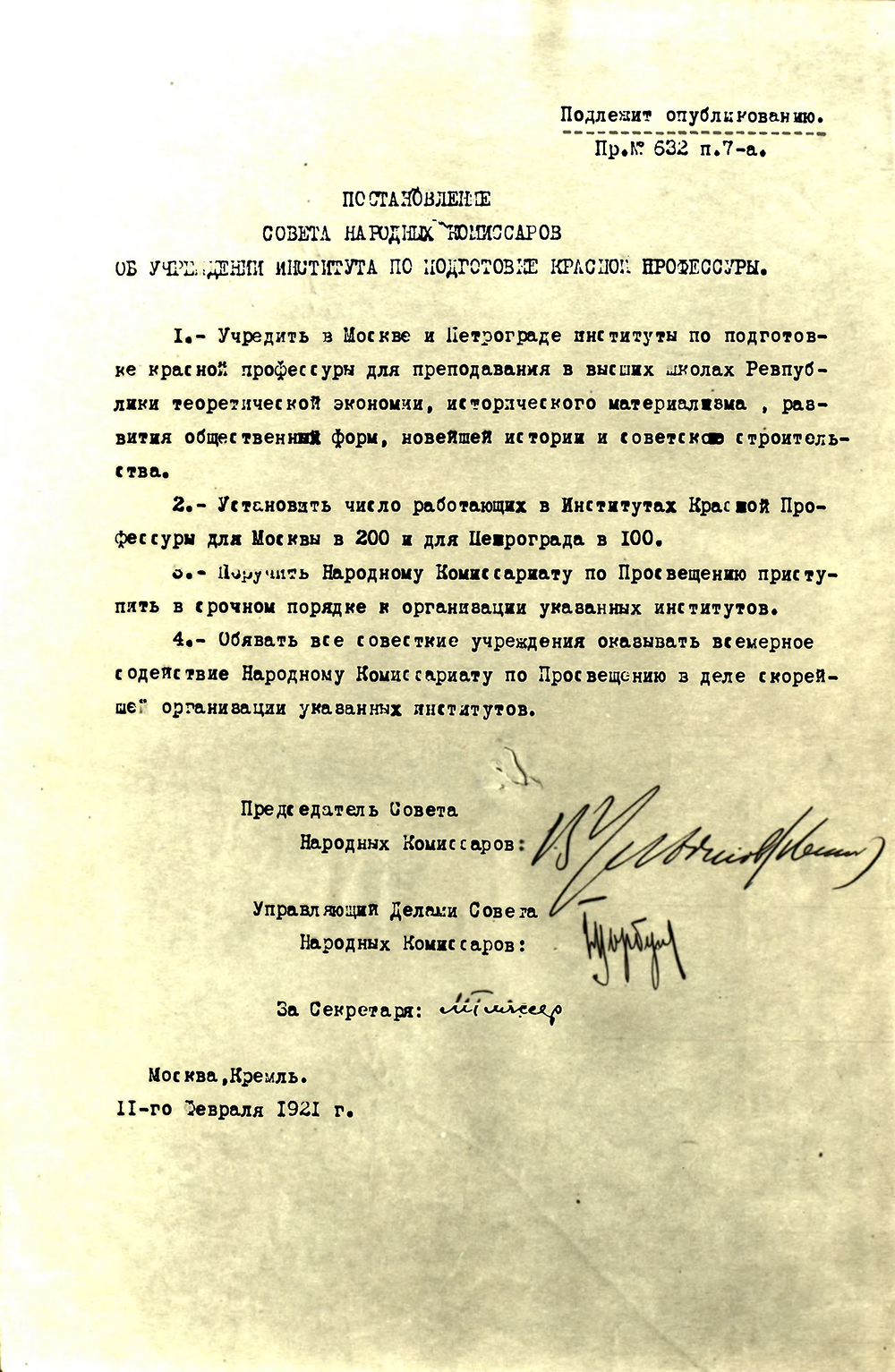
Modern Academy is a successor of such well-known administrative and scientific schools, as the Institute of Red Professors of the All-Union Communist Party, the Institute of Marxism-Leninism, the Academy of Social Sciences, the Russian Academy of Management, the Russian Academy of Public Administration, the Institute of Management of National Economy, the Academy of National Economy

Ottobre 1921 — è aperto l'Istituto dei professori rossi (IPR)  L'istituto è stato creato con il Decreto del Soviet dei commissari del popolo del RSFSR ai fini della preparazione dei docenti delle scienze sociale per gli atenei, nonché dei collaboratori degli istituti di ricerca scientifica e degli organi centrali dello Stato e del partito.
1938 — è creata la Scuola superiore unificata del marxismo e leninismo presso il Comitato centrale del Partito Comunista Russo (bolscevico). L'Istituto preparava personale dirigenziale del partito e dello Stato sovietico, nonché direttori dei mezzi di comunicazione di massa.
2 agosto 1946 — è fondata l'Accademia delle scienze sociali presso il Comitato centrale del Partito Comunista Russo (bolscevico). L'Accademia era un istituto d'istruzione superiore del partito che preparava collaboratori per gli enti centrali e regionali del partito, nonché docenti degli atenei e collaboratori scientifici.
1978 — è creata l'Accademia delle scienze sociali presso il Comitato centrale del Partito Comunista dell'Unione Sovietica in base a tre atenei: Accademia delle scienze sociali, Scuola superiore del partito e Scuola superiore del partito per corrispondenza. La nuova Accademia offre corsi di perfezionamento per il personale dirigenziale dei vari settori.
5 novembre 1991, con l'Ordinanza del Presidente della Federazione Russa Boris El’cin, l'Accademia delle scienze sociali è stata trasformata in Accademia Russa della Pubblica Amministrazione (ARPA). I compiti principali dell'Accademia sono: preparazione post laurea, riqualificazione e perfezionamento del personale dirigenziale, elaborazione delle nuove tecnologie di pubblica amministrazione, esecuzione di perizie scientifiche dei programmi e progetti statali, studio e previsione dei fabbisogni del personale dirigenziale, prestazione di servizi di analisi e di informazione agli organi di pubblica amministrazione.
1994 — in base all'Accademia Russa della Pubblica Amministrazione è stata creata l'Accademia Presidenziale Russa della Pubblica Amministrazione (APRPA). I compiti principale del nuovo ateneo sono: insegnamento, preparazione, riqualificazione e perfezionamento dei pubblici ufficiali, elaborazione delle proposte relative alle risorse umane nel settore di pubblica amministrazione, preparazione dei consigli per le riforme della pubblica amministrazione e per la copertura giuridica di esse.

### Accademia dell'Economia Nazionale (1970–2010)
1970 — è creato l'Istituto della Gestione dell'Economia Nazionale (IGEN). L'istituto era un ente di istruzione, di ricerca scientifica e di metodologia il cui compito era perfezionamento dei collaboratori del settore dell'economia nazionale utilizzando i metodi moderni di gestione, di organizzazione produttiva e di pianificazione. L'istituto è stato fondato presso il Comitato statale del Consiglio dei Ministri dell'URSS per la scienza e le tecnologie.

1977 — in base all'Istituto della Gestione dell'Economia Nazionale esistente dal 1971, comincia a funzionare un nuovo ente di istruzione: Accademia dell'Economia Nazionale presso il Consiglio dei Ministri dell'URSS (AEP). Lo scopo dell'Accademia è quello di migliorare la preparazione del personale dirigenziale per il lavoro nei ministeri, nei dicasteri e negli altri organi di gestione dell'economia nazionale.

1988 — all'interno dell'Accademia è creata la prima facoltà commerciale "Scuola suprema di affari internazionali" che è stata la prima scuola di affari nell'URSS.

1990 — all'interno dell'Accademia è fondato l'Istituto di Politica Economica il cui direttore diventa Egor Gajdar.

1992 — l'Accademia dell'Economia Nazionale presso il Consiglio dei Ministri dell'URSS acquisisce un nuovo nome. Da allora si chiama l'Accademia dell'Economia Nazionale presso il Governo della Federazione Russa. L'Accademia diventa non solo alma mater per futuri pubblici ufficiali e dirigenti, ma anche ente di istruzione nell'ambito di business administration che offre tutti i tipi dei servizi di istruzione nell'ambito dell'economia, del commercio e delle scienze del diritto.

1992 — l'Accademia dell'Economia Nazionale promuove l'iniziativa di elaborare gli standard russi di МВА.

1995 — all'Accademia dell'Economia Nazionale viene attribuito un nuovo status: centro di studi, di metodologia e di ricerca scientifica leader nel sistema di ri-qualificazione e perfezionamento dei pubblici ufficiali delle autorità federali e regionali. All'Accademia vengono ad insegnare i professori dagli USA, dalla Gran Bretagna, dalla Germania, dalla Francia, dai Paesi Bassi e da altri Paesi. Gli studenti e gli ascoltatori hanno la possibilità di ottenere una laurea straniera insieme a quella nazionale russa.

1997 — inizio della realizzazione del Programma statale per la preparazione del personale dirigenziale (detta Programma presidenziale). Lo scopo strategico del Programma presidenziale è quello di migliorare la qualità di amministrazione delle aziende nazionali raggiungendo il livello internazionale.

1999 — inizio della sperimentazione statale per l'introduzione di МВА in Russia, iniziativa promossa dall'Accademia. Sin da allora, ai sensi del Decreto del Ministero dell'Istruzione della Federazione Russa n. 1008 del 29/11/1999, viene cominciata in Russia la preparazione degli ascoltatori del programma di Master in Business Administration (MBA).

2001 — l'introduzione del primo programma di DBA in Russia (Doctor of Business Administration), programma di formazione in economia post laurea di durata da 1 a 5 anni che presuppone l'acquisizione di ulteriori conoscenze nelle materie dell'economia applicata. Detta qualificazione concede il diritto di occupare le cariche dirigenziali di grado superiore.

## Storia dell'Accademia contemporanea
20 settembre 2010 — con il Decreto del Presidente della Federazione Russa del 20 settembre 2010, tramite la riorganizzazione attraverso fusione per incorporazione all'Accademia dell'Economia Nazionale presso il Governo della Federazione Russa dell'Accademia di Pubblica Amministrazione presso il Presidente della Federazione Russa e di altri dodici enti statali federali di istruzione, è stato creato un nuovo Ente statale federale budgetario di istruzione superiore professionale: l’Accademia Presidenziale Russa dell'Economia Nazionale e della Pubblica Amministrazione (RANEPA).

Le accademie unite hanno meritato la reputazione di leader nella preparazione del personale dirigenziale superiore nel Paese sia per il mondo d'affari, sia per gli organi di pubblica amministrazione. Dal momento della sua costituzione, la RANEPA ha acquisito la fama di essere "alma mater per ministri". Insieme alle riforme economiche in Russia negli anni '90, è stato modificato il modello strategico: dalla preparazione del personale governativo la RANEPA ha passato all'istruzione nell'ambito di business administration offrendo tutti i tipi dei servizi di istruzione per il settore dell'amministrazione. Al momento dell'unione l'APRPA occupava la posizione di ente leader di istruzione che prepara il personale per il sistema della pubblica amministrazione a livello statale e municipale.

Con il decreto del Presidente della Federazione Russa del 07/07/2011 n. 902, l'Accademia ha diritto di fissare in maniera autonoma gli standard formativi ed i requisiti per i programmi formativi da essa realizzati per l'istruzione superiore.

## Accademia
La missione della RANEPA è quella di preparare personale dirigenziale competitivo a livello globale per i settori statale, sociale e privato ai fini di risolvere i compiti dello sviluppo innovativo della società; effettuare ricerche ed elaborazioni scientifiche fondamentali ed applicate nei settori economico-sociale ed umanitario; realizzare l'accompagnamento scientifico, peritale ed analitico degli organi di pubblica amministrazione della Federazione Russa.
Il programma di doppia laurea con il tirocinio prevede lo studio nelle università partner in Gran Bretagna, Francia e nei Paesi Bassi.
L'Accademia è la più grande università di profilo economico-sociale ed umanitario in Russia ed in Europa.
La RANEPA è la scuola nazionale di pubblica amministrazione, il capostipite di istruzione nell'ambito di business administration in Russia, il consulente scientifico principale delle autorità, il centro del lavoro scientifico del Paese ed il centro di collaborazione internazionale. È l'unico ente di istruzione in Russia presso il Presidente della Federazione Russa.
L'organico dell'Accademia ha 5.000 docenti, 5 accademici e 4 premi statali. Tra i banchi dell'Accademia presidenziale ci sono 180 000 tra studenti ed ascoltatori in tutto il Paese. il 45% di pubblici ufficiali del Paese hanno già completato gli studi presso la RANEPA. L'Accademia svolge il programma di preparazione e di riqualificazione del personale dirigenziale in aspettativa di livello superiore.
All'interno della RANEPA funzionano 61 laboratori di ricerca scientifica, 5 istituti di ricerca scientifica e 8 centri di ricerca. In un anno la RANEPA realizza oltre 500 progetti di ricerca scientifica.

### Facoltà ed istituti
- Istituto di business e di business administration
- Istituto di pubblica amministrazione
- Istituto di scienze sociali
- Istituto di management settoriale
- Istituto di diritto e di sicurezza nazionale
- Istituto "Scuola superiore di pubblica amministrazione"
- Facoltà "Scuola superiore di amministrazione corporativa"
- Facoltà "Scuola superiore di finanze e di management"
- Facoltà "Istituto di management e di marketing"
- Facoltà di Finanza e Attività Bancaria
- Facoltà di Scienze Economiche e Sociali
- Facoltà di Economia

## Rettori
Il rettore della RANEPA è dottore in economia, professore ordinario, PhD (Université Pierre Mendès France), Economista emerito della Federazione Russa Vladimir Aleksandrovič Mau. Vladimir Mau è il Consigliere di Stato in carica della Federazione Russa di 1º grado, specialista nell'ambito di teoria economica, di storia del pensiero economico e dell'economia nazionale, l'autore di più di 25 monografie, libri e manuali di studi, più di 600 opuscoli e articoli (in russo, inglese, francese, tedesco ed italiano).
- Dal 1991 partecipa all'elaborazione ed alla realizzazione pratica della rotta delle riforme in Russia lavorando anche come consigliere del Presidente del Governo della Federazione Russa (1992–1993).
- Dal 1997 al 2002 Direttore del Centro lavorativo per le riforme economiche presso il Governo della Federazione Russa.
- Dal 2002 Rettore dell'Accademia dell'economia nazionale presso il Governo della Federazione Russa.
- Dal 2010 Rettore dell'Accademia Presidenziale Russa dell'Economia Nazionale e della Pubblica Amministrazione.

## Forum Gajdar
Il Forum Gajdar è uno dei più grandi eventi scientifici annuali a livello internazionale in Russia nell'ambito dell'economia. Il forum si tiene dal 2010 in memoria di Egor Gajdar, scienziato ed economista, ideatore delle riforme in Russia all'inizio degli anni 1990. Durante questo periodo il forum è diventato evento centrale della vita politico-economica del Paese. Luogo del forum — Accademia Presidenziale Russa dell'Economia Nazionale e della Pubblica Amministrazione (RANEPA).
10 novembre 2013 la conferenza internazionale scientifico-pratica nell'ambito dell'economia "Forum Gajdar" è stata riconosciuta la migliore nella categoria "Evento d'affari dell'anno" nella cerimonia della consegna del primo premio indipendente "The Moscow Times Awards". Il premio è stato consegnato dal conduttore della cerimonia Vladimir Pozner al Rettore della RANEPA Vladimir Mau. La giuria del premio era composta dal redattore capo di The Moscow Times Andrew McChesney, dai Presidenti delle camere di commercio Russo-Britannica, Russo-Francese e Russo-Tedesca, rispettivamente, Alan Thompson, Pavel Shinsky e Michael Harms, dal membro del consiglio della camera di commercio Americana Peter B. Necarsulmer e dagli altri esperti.
Il 14 gennaio, il secondo giorno del Forum Gaidar - 2016, RANEPA rettore Vladimir Mau assegnato Prokopis Pavlopoulos, Presidente della Hellenic Republic, un certificato di RANEPA Dottore Honoris Causa.

## Russian-Italian Center
Il Centro russo-italiano è stato istituito per organizzare e condurre il lavoro educativo e metodologico in relazione allo sviluppo della ricerca russo-italiano e la collaborazione didattica e di coltivare i contatti tra le due comunità.